# باد واژن
باد واژن یا نفخ واژن (به لاتین: flatus vaginalis) (به انگلیسی: Vart, Queef)، که در فارسی عامیانه به آن کُس‌گوزه می‌گویند، به خروج هوا از واژن، در حین یا بعد آمیزش جنسی یا در حین سایر اعمال جنسی، کشش یا انجام حرکات ورزشی گفته می‌شود.  این صدا اغلب با نفخ از مقعد قابل مقایسه است، اما شامل گازهای زائد نمی شود و بنابراین اغلب بوی خاصی ندارد. تامپون می تواند باد واژن را درمان یا از آن جلوگیری کند.
افراد در سنین پایین خارج شدن هوا را از واژن خود تجربه میکنند و فقط مختص به افرادی که آمیزش جنسی دارند نیست . صدای آن شبیه باد شکم است.

## وضعیت جدی
باد واژن با بوی شدید مدفوع ممکن است نتیجه فیستول راست‌روده‌ای مهبلی باشد، یک وضعیت جدی شامل پارگی بین واژن و روده بزرگ، که می تواند ناشی از جراحی، زایمان، بیماری ها (مانند بیماری کرون) یا دلایل دیگر باشد. این وضعیت می تواند منجر به عفونت ادراری و سایر عوارض شود. باد واژن همچنین می‌تواند نشانه‌ای از افتادگی اندام تناسلی زنانه باشد،، وضعیتی که اغلب در اثر زایمان ایجاد می‌شود.
یک پُف کوچک یا مقدار کمی هوا که در حفره‌ی واژن وجود دارد و وارد واژن می شود، هیچ مشکلی ایجاد نمی کند. اما «اجبار» یا دمیدن عمدی هوا به داخل حفره‌ی واژن می تواند باعث آمبولی هوا شود که در موارد بسیار نادر برای زن و در صورت بارداری برای جنین خطرناک است.